# Georg Jacoby

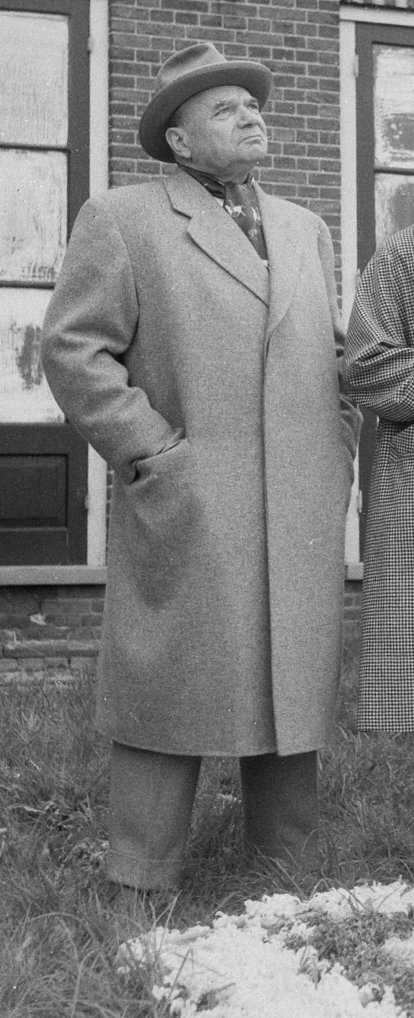
Georg Jacoby, 1953.

Georg Jacoby, född 23 juli 1883 i Mainz, Kejsardömet Tyskland, död 21 februari 1964 i München, Västtyskland, var en tysk filmregissör och manusförfattare. Han regisserade sin första film 1913 och var verksam fram till 1960.
Jacoby var son till teaterregissören Wilhelm Jacoby och blev därmed tidigt introducerad till scenbranschen. Under 1910-talet stod han mest för regin till dramatiska och allvarliga filmer, men från 1921 ändrades detta då han började regissera underhållningsfilmer och komedifilmer, utan att helt lämna dramat. 
Efter ljudfilmens genombrott kring 1930 blev han en populär musikalregissör. 1940 gifte han sig med skådespelaren Marika Rökk som tidigare medverkat i några av hans filmer. Med henne i huvudrollen spelade han 1941 i Tysklands första färgfilm Frauen sind doch bessere Diplomaten. 1944 stod han för regin till den påkostade och mycket framgångsrika färgfilmen Mina drömmars kvinna, åter med Rökk i den kvinnliga huvudrollen. Efter andra världskrigets slut var han en tid ålagd med arbetsförbud av Allierade kontrollrådet. Mellan 1950 och 1960 regisserade han åter ett antal filmer. Flera av dem var nyinspelningar av hans tidigare succéer.

## Filmregi, urval
- 1919 – Ett bröllop under mask
- 1921 – Miljonstölden
- 1923 – Kung lustig
- 1929 – Falska kyssar
- 1930 – Pension Schöller
- 1930 – Rhenvinets lov
- 1933 – Ist mein Mann nicht fabelhaft?
- 1934 – Csardasfurstinnan
- 1934 – Historier från Wienerwald
- 1936 – Tiggarstudenten
- 1937 – Smugglarhövdingen
- 1937 – Und du mein Schatz fährst mit
- 1941 – En natt i Siebenbürgen
- 1941 – Frauen sind doch bessere Diplomaten
- 1944 – Mina drömmars kvinna